# Brazzaea anceyi
Brazzaea anceyi е вид мида от семейство Unionidae. Видът е уязвим и сериозно застрашен от изчезване.

## Разпространение
Разпространен е в Бурунди, Демократична република Конго, Замбия и Танзания.